# Torneo Nacional de Ascenso 2001-02
La temporada 2001-02 del Torneo Nacional de Ascenso, segunda categoría del básquet argentino, fue la novena edición desde su creación. Comenzó a fines de septiembre de 2001 y finalizó el 9 de junio de 2001.
El campeón fue Ben Hur, que además obtuvo el único ascenso, tras vencer en la final a Ciclista Juninense como visitante en el tercer partido de la serie.

## Equipos participantes
| Club                       | Procedencia              | Pabellón                    |
| Quilmes A.C                | Quilmes, Capital Federal | Quilmes A.C                 |
| Club de Regatas Corrientes | Corrientes, Corrientes   | José Jorge Contte           |
| Club Atlético San Isidro   | San Isidro, Córdoba      |                             |
| Club Sportivo Ben Hur      | Rafaela, Santa Fe        | 17 de Junio                 |
| Club Atlético Argentino    | Junín, Buenos Aires      | Estadio Héctor D'Anunnzio   |
| Deportivo Roca             | General Roca, Río Negro  | Deportivo Roca              |
| Club Atlético San Andrés   | Ciudad de Buenos Aires   | Estadio Enrique Tanghe      |
| Club La Unión              | Colón, Entre Ríos        | Carlos Delasoie             |
| Club Central Entrerriano   | Gualeguaychú, Entre Ríos | Estadio José María Bertora  |
| Club Ciclista Juninense    | Junín, Buenos Aires      | El Coliseo del Boulevard    |
| Atlético Echagüe Club      | Paraná, Entre Ríos       | Estadio Luis Butta          |
| Club Atlético Lanús        | Lanús, Capital Federal   | Microestadio Antonio Rotili |
| Conarpesa Puerto Madryn    | Puerto Madryn, Chubut    | El Palacio Aurinegro        |
| Central Córdoba            | Tucumán, Tucumán         | Central Córdoba             |

## Play-offs
|  | Cuartos de final    | Cuartos de final |              |                    | Semifinales | Semifinales |  |         | Final | Final |  |
|  |                     |                  |              |                    |             |             |  |         |       |       |  |
|  |                     |                  |              |                    |             |             |  |         |       |       |  |
|  | Ben Hur             | 3                |              |                    |             |             |  |         |       |       |  |
|  | Ben Hur             | 3                |              |                    |             |             |  |         |       |       |  |
|  | Conarpesa           | 1                |              |                    |             |             |  |         |       |       |  |
|  | Conarpesa           | 1                |              | Ben Hur            | 3           |             |  |         |       |       |  |
|  |                     |                  |              | Ben Hur            | 3           |             |  |         |       |       |  |
|  |                     |                  | La Unión (C) | 0                  |             |             |  |         |       |       |  |
|  | La Unión (C)        | 3                | La Unión (C) | 0                  |             |             |  |         |       |       |  |
|  | La Unión (C)        | 3                |              |                    |             |             |  |         |       |       |  |
|  | Central Entrerriano | 2                |              |                    |             |             |  |         |       |       |  |
|  | Central Entrerriano | 2                |              |                    |             |             |  | Ben Hur | 3     |       |  |
|  |                     |                  |              |                    |             |             |  | Ben Hur | 3     |       |  |
|  |                     |                  | Ciclista (J) | 0                  |             |             |  |         |       |       |  |
|  | Ciclista Juninense  | 3                | Ciclista (J) | 0                  |             |             |  |         |       |       |  |
|  | Ciclista Juninense  | 3                |              |                    |             |             |  |         |       |       |  |
|  | Echagüe             | 1                |              |                    |             |             |  |         |       |       |  |
|  | Echagüe             | 1                |              | Ciclista Juninense | 3           |             |  |         |       |       |  |
|  |                     |                  |              | Ciclista Juninense | 3           |             |  |         |       |       |  |
|  |                     |                  | Dep.Roca     | 2                  |             |             |  |         |       |       |  |
|  | Dep. Roca           | 3                | Dep.Roca     | 2                  |             |             |  |         |       |       |  |
|  | Dep. Roca           | 3                |              |                    |             |             |  |         |       |       |  |
|  | Argentino (J)       | 1                |              |                    |             |             |  |         |       |       |  |
|  | Argentino (J)       | 1                |              |                    |             |             |  |         |       |       |  |
|  |                     |                  |              |                    |             |             |  |         |       |       |  |

El equipo que figura en la primera línea es quien obtuvo la ventaja de localía.

### Final
|             | Ben Hur | 94–70 | Ciclista(J) | Rafaela               |  |  |
|             |         |       |             |                       |  |  |
|             |         |       |             | Pabellón: 17 de Junio |  |  |
| serie 1 - 0 |         |       |             |                       |  |  |
|             |         |       |             |                       |  |  |

|             | Ben Hur | 96–87 | Ciclista(J) | Rafaela               |  |  |
|             |         |       |             |                       |  |  |
|             |         |       |             | Pabellón: 17 de Junio |  |  |
| serie 2 - 0 |         |       |             |                       |  |  |
|             |         |       |             |                       |  |  |

|             | Ciclista(J) | 90–101 | Ben Hur | Junín                              |  |  |
|             |             |        |         |                                    |  |  |
|             |             |        |         | Pabellón: El Coliseo del Boulevard |  |  |
| serie 3 - 0 |             |        |         |                                    |  |  |
|             |             |        |         |                                    |  |  |